# دبترویت پیپل موور

نشان‌واره

دترویت پیپل موور (به انگلیسی: Detroit People Mover) یا جابجاگر مردم نام قطار شهری شهر دیترویت در میشیگان است که در سال ۱۹۸۷ میلادی تأسیس گردید.
طول خط این متروی هوایی نزدیک ۵ کیلومتر بوده که روزانه نزدیک به ۷٬۵۰۰ مسافر جابجا می‌کند.
این خط مراکز تجاری شهر دیترویت را به هم متصل می‌کند، و ۱۳ ایستگاه دارد.